# الواد (قرية)
الواد هي قرية مغربية شمال المملكة. تنتمي الواد لعمالة تطوان الساحلي. تضم هذه القرية 11.135 نسمة (إحصاء 2004).